# Commiphora setulifera
Commiphora setulifera är en tvåhjärtbladig växtart som beskrevs av Chiov. apud Guidotti. Commiphora setulifera ingår i släktet Commiphora och familjen Burseraceae. Inga underarter finns listade i Catalogue of Life.